# Rose Funeral
Rose Funeral est un groupe américain de death metal, originaire de Cincinnati, dans l'Ohio.

## Histoire
Rose Funeral est formé en 2005 à Cincinnati, dans l'Ohio. En mars 2006, le groupe sort son CD démo Buried Beneath the Blood. En août de la même année, le groupe sort l'EP Crucify.Kill.Rot, qui attire pour la première fois l'attention de plusieurs maisons de disques underground,. Après avoir signé avec Siege of Amida Records, l'EP est réédité au niveau professionnel avec deux chansons bonus et une nouvelle pochette. S'ensuivent des tournées de concerts aux États-Unis et au Canada, notamment avec The Black Dahlia Murder, The Faceless, Unearth, Walls of Jericho, Psyopus, et Becoming the Archetype.
Grâce à leur notoriété croissante, Metal Blade Records s'intéresse au groupe et le prend finalement sous contrat. Le premier album The Resting Sonata est publié par Metal Blade. Peu après la sortie de l'album, le groupe change l'ensemble de son équipe, qui est passée de cinq à trois musiciens. Ainsi, le guitariste Ryan Gardner prend en plus le poste de chanteur, tandis qu'il est soutenu par le bassiste Julian Kersey et le guitariste principal Kevin Snook. Pour l'album Gates of Punishment, sorti en 2011, le trio fait appel au batteur Dusty Boles, qui quitte toutefois le groupe après la sortie de l'album.

## Style musical
Rose Funeral joue du deathcore classique dans ses premières publications, qui était particulièrement axé sur l'utilisation de breakdowns. Avec l'album Gates of Punishment, le groupe se tourne vers le death metal et l'utilisation de breakdowns est réduite. Le style musical est ainsi parsemé d'emprunts au black metal et comparable à Hate Eternal, Morbid Angel ou The Black Dahlia Murder. Néanmoins, le groupe avait la réputation d'être un clone de Suicide Silence ou de Whitechapel,. Les passages mélodiques des chansons rappellent en outre le death metal de l'école de Göteborg.

## Discographie
- 2006 : Buried Beneath the Blood (démo)
- 2006 : Crucify.Kill.Rot (EP, Siege of Amida Records)
- 2009 : The Resting Sonata (album, Metal Blade Records)
- 2011 : Gates of Punishment (album, Metal Blade Records)